# Jennifer Korbee
Jennifer Korbee (Shorewood Hills, Wisconsin; 24 de mayo de 1980) es una cantante, compositora y actriz estadounidense.

## Biografía
Korbee nació en Shorewood Hills, Wisconsin. Al recibir su Licenciatura en Bellas Artes (BFA) en teatro musical de la Universidad de Cincinnati - Colegio Conservatorio de Música (CCM), se mudó a la ciudad de Nueva York y fue elegida para una producción regional del musical Off-Broadway The Marvelous Wonderettes.
En 2002, Korbee fue elegida para el programa infantil Hi-5 en el papel de "Jenn". El espectáculo fue filmado en Sídney, Australia. Otros miembros del reparto incluyen a Kimee Balmilero, Karla Cheatham Mosley, Curtis Cregan y Shaun Taylor-Corbett. Korbee ha sido elegida como Cathy en la adaptación musical de Cumbres Borrascosas, escrita por Mark Ryan. También ha aparecido en producciones de la compañía profesional de teatro regional American Folklore Theatre.
Korbee participó en la octava temporada de American Idol, siendo eliminada luego de enfrentarse con Kristen McNamara.
Apareció como presentadora de noticias en la película Judy Moody and the Not Bummer Summer, protagonizada por Heather Graham, que se estrenó en 2011.
Formó el dúo Korbee en 2014. En 2016 lanzó el sencillo 'Hey Child', producido por David García y Mark Endert, que debutó con más de 5 millones de transmisiones en Spotify.

## Discografía
Su dúo, Korbee (formado en 2014), lanzó el sencillo 'Hey Child', producido por David García y Mark Endert, que debutó con más de 5 millones de transmisiones en Spotify.

## Filmografía

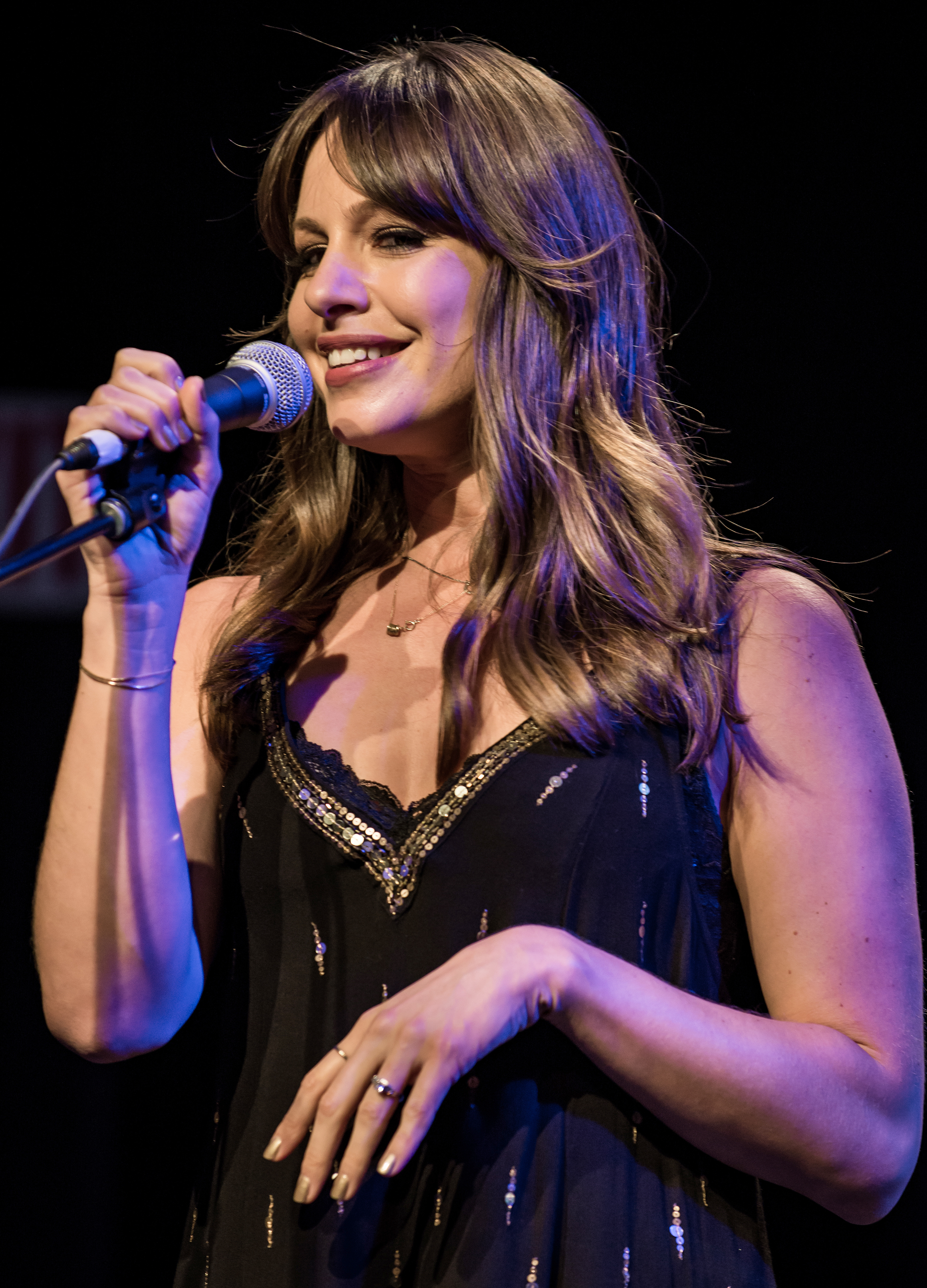
Jennifer Korbee cantando en San Francisco

### Televisión
- 2003: Hack como Zoe ("Squeeze")
- 2003–2006: Hi-5 como Jenn
- 2010: Accidentalmente a Propósito como Penélope ("Velocidad")
- 2011: CSI: Miami como Fecha # 1 ("Match made in hell", Temporada 9, Episodio 10)
- 2011: El Cuerpo del Delito en el episodio "Hunting Party".
- 2012: Noches sin Descanso como Charlotte ("Rivales")
- 2012: Mentes Criminales como Francesca ("Snake Eyes")
- 2012: Franklin y Bash como Sasha ("Voir Dire")

### Películas
- 2011: Judy Moody and the Not Bummer Summer como Newscaster